# Olopte
Olopte – miejscowość w Hiszpanii, w Katalonii, w prowincji Girona, w gminie Isòvol.
Według danych z 2005 roku miejscowość zamieszkiwało 45 osób.